# L'Espoli (Lió)
L'Espoli, en versió de mig cos, conservada al Museu de Belles Arts de Lió, és una de les quatre versions de mig cos, amb major o menor participació d'El Greco, i/o de del del seu taller, i/o de Jorge Manuel Theotocópuli. Al catàleg raonat d'obres d'El Greco, Harold Wethey li assigna el número X-93.

## Temàtica de la obra
Segons José Camón Aznar, El Greco potser hauria realitzat una segona versió de L'espoli per a la Catedral de Toledo, reduïda i sense Les Tres Maries, que hauria contrarrestat algunes objeccions teològiques, i que seria el model d'on partirien les quatre versions conegudes de mig cos de L'Espoli. Tanmateix no hi ha cap evidència de que el mestre efectivament pintés aquesta segona versió per a la Catedral de Toledo.

## Anàlisi de l'obra
Aquesta obra de Lió correspon a una versió reduïda (de la part superior) de L'Espoli de Múnic, perquè reprodueix la vista posterior d'un home d'edat avançada, (el segon a la dreta, darrera l'esbirro de la túnica verda) que apareix a aquesta versió, però que no existeix al original de la Catedral de Toledo. El Dr. Soehner creu que aquest llenç va sortir de l'obrador d'El Greco abans de 1586.
Obra autèntica per José Camón Aznar, Mayer i Manuel Bartolomé Cossío. Obra d'escola, segons Harold Wethey.